# Суфи Аллаяр
Суфи Аллаяр (1644—1721) — узбекский поэт, философ, представитель суфийского учения в Мавераннахре.

## Биография
Суфи Аллаяр родился в 1644 году в селе Минглар (90 километров к западу от Самаркандa), которое было в составе Бухарского ханства. Он происходил из узбекского рода утарчи.
Его отец Аллакули был религиозным человеком и уделял особое внимание религиозному образованию своего сына. Суфи Аллаяр поучившись в местной школе продолжил образование в медресе Бухары. Здесь он стал мюридом накшбандийских шейхов: Ходжа Мумина, Мухаммад Газни, Пири Комил Шайха Суфи Навруза Бухори и Пири Комил Шайха Хабибуллаха.
Долгая жизнь и деятельность Суфи Аллаяра протекала в эпоху правления аштарханидских правителей: Абдулазиз-хана (1645—1680), Субханкули-хана (1680—1702), Убайдулла-хан II (1702—1711) и Абулфейз-хана (1711—1747). В 25 лет он был назначен главой сборщиков налогов (таможенной службы) в Бухаре. Большую часть жизни поэт провёл в городе Каттакургане. В конце жизни он много путешествовал. Его брат Фархад аталык был одно время губернатором Каттакургана.

## Творчество
Знаменитое стихотворное произведение Суфи Аллаяра «Саботул ожизин» написанное на узбекском языке было посвящено суфийской философии стало позже учебным пособием для медресе Бухары, Коканда и Хивы. Произведение было несколько раз переиздано в Турции, Пакистане, Саудовской Аравии и России (Казани). Суфи Аллаяр писал также на персидском и арабском языках.

## Покровитель строительства медресе
В селе Чункаймыш Суфи Аллаяр, в начале XVIII века своими средствами устроил медресе с 11 кельями (хужар) и одним ханака (большое общее помещение), назначая туда оного мутаваллия, одного максурахана (чтеца Корана) и содержание на 10 учеников, а также на настилки и освещение.

### Смерть
Суфи Аллаяр скончался в селе Катта Вахшивор Алтынсайского тумана Сурхандарьинской области в 1721 году. В этом селе до сих пор проживают его потомки.

## Предания о Суфи Аллаяре
По преданию Суфи Аллаяр был основателем города Каттакургана.
В одной из легенд история создания города приписывается чиновникам эмира — представителям узбекского рода утарчи — братьям Фархад-Аталыку, Алла Назарбаю и Суфи Аллаяру. В легенде рассказывается, что Суфи Аллаяр выбрал место для строительства и поехал за благословением к шейху. Фархад-Аталык, не дождавшись возвращения брата, приступил к сооружению большой крепости на насыпном кургане — холме.
Вернувшись, Суфи Аллаяр увидел большой город на кургане и, разгневавшись на то, что все было начато без него, уехал в соседнее Гузарское бекство, где и умер. Отсюда поселение стало известно под названием Каттакурган, то есть большая крепость. Вначале здесь жил сам Фархад-Аталык с семьей и слугами. Впоследствии на кургане и неподалёку от него стали селиться родственники и однородцы, которые признали Фархад-Аталыка своим беком. С течением времени поселение разрослось, курган был увеличен новой насыпью, обнесен стеной, и укрепление стало называться Урдой.